# Giaglione
Giaglione (frankoprovenzalisch Jalyon oder Dzalhoun, französisch Jaillons) ist eine Gemeinde in der italienischen Metropolitanstadt Turin (TO), Region Piemont.

## Lage und Einwohner
Giaglione liegt rund 60 km westlich von Turin im alpinen Susatal und hat 594 Einwohner (Stand 31. Dezember 2023). Giaglione ist Mitglied der Bergkommune Comunità Montana Alta Valle di Susa. Die Gemeinde besteht aus den Ortsteilen Cornale, Creusa (Madonna), Pradonio, Rastella, San Giovanni, San Giuseppe, San Gregorio, San Lorenzo, San Rocco, Santa Chiara, Sant'Andrea, Sant'Anna, Sant'Antonio und Santo Stefano. Der Ort liegt auf einer Höhe von 774 m über dem Meeresspiegel und umfasst eine Fläche von 33,59 km².
Die Nachbargemeinden sind Bramans (Frankreich), Chiomonte, Exilles, Gravere, Mompantero, Susa und Venaus.
Schutzheiliger des Ortes ist der Hl. Vinzenz von Valencia. Am 22. Januar findet jährlich ein Schwerttanz (Spadonari) statt wo die Statue des Hl. Vincent in einer Prozession begleitet wird. Dieses Volksfest hat einen heidnischen Ursprung.

## Bildgalerie

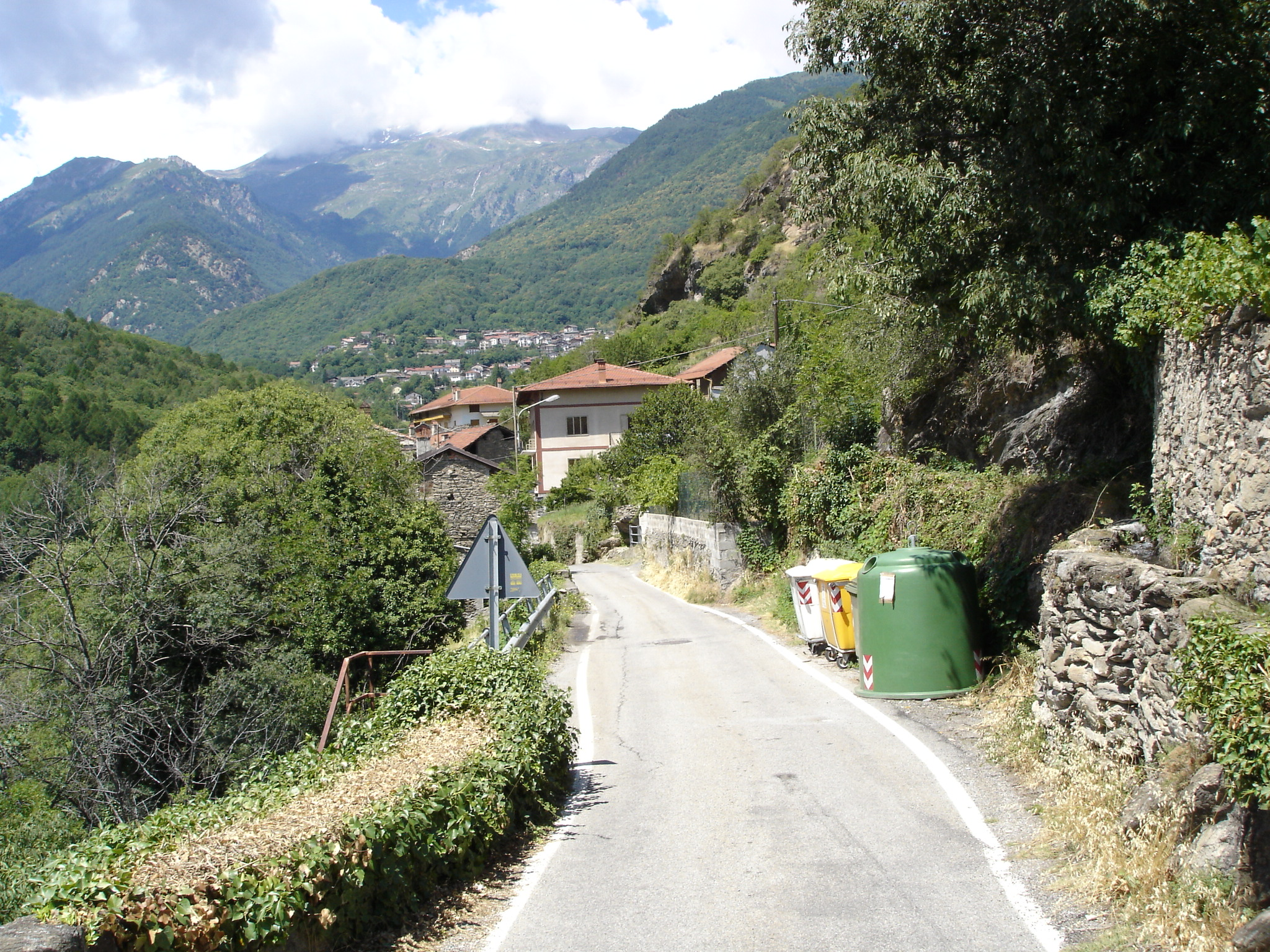
Dorfeingang
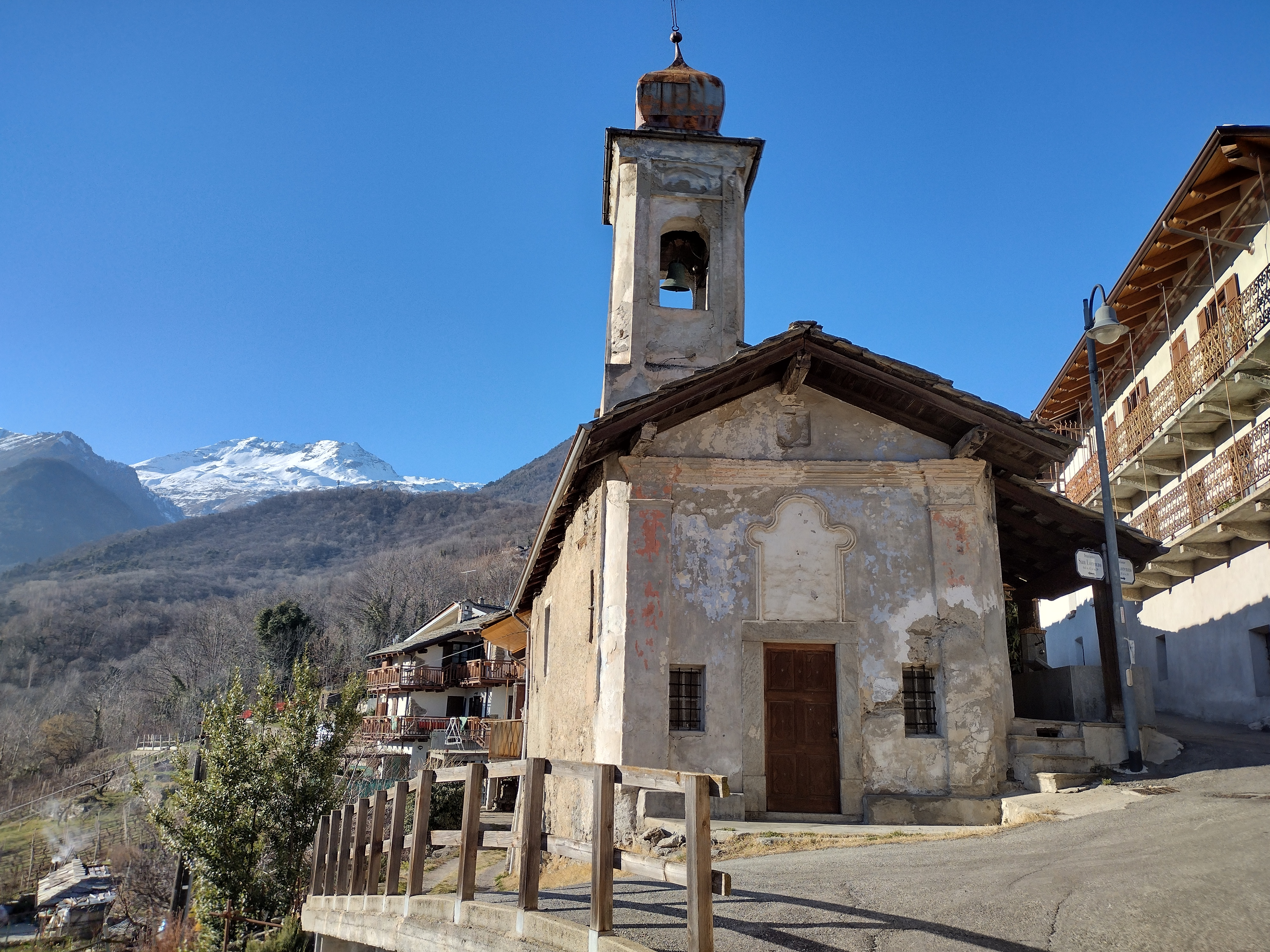
Kirche San Lorenzo
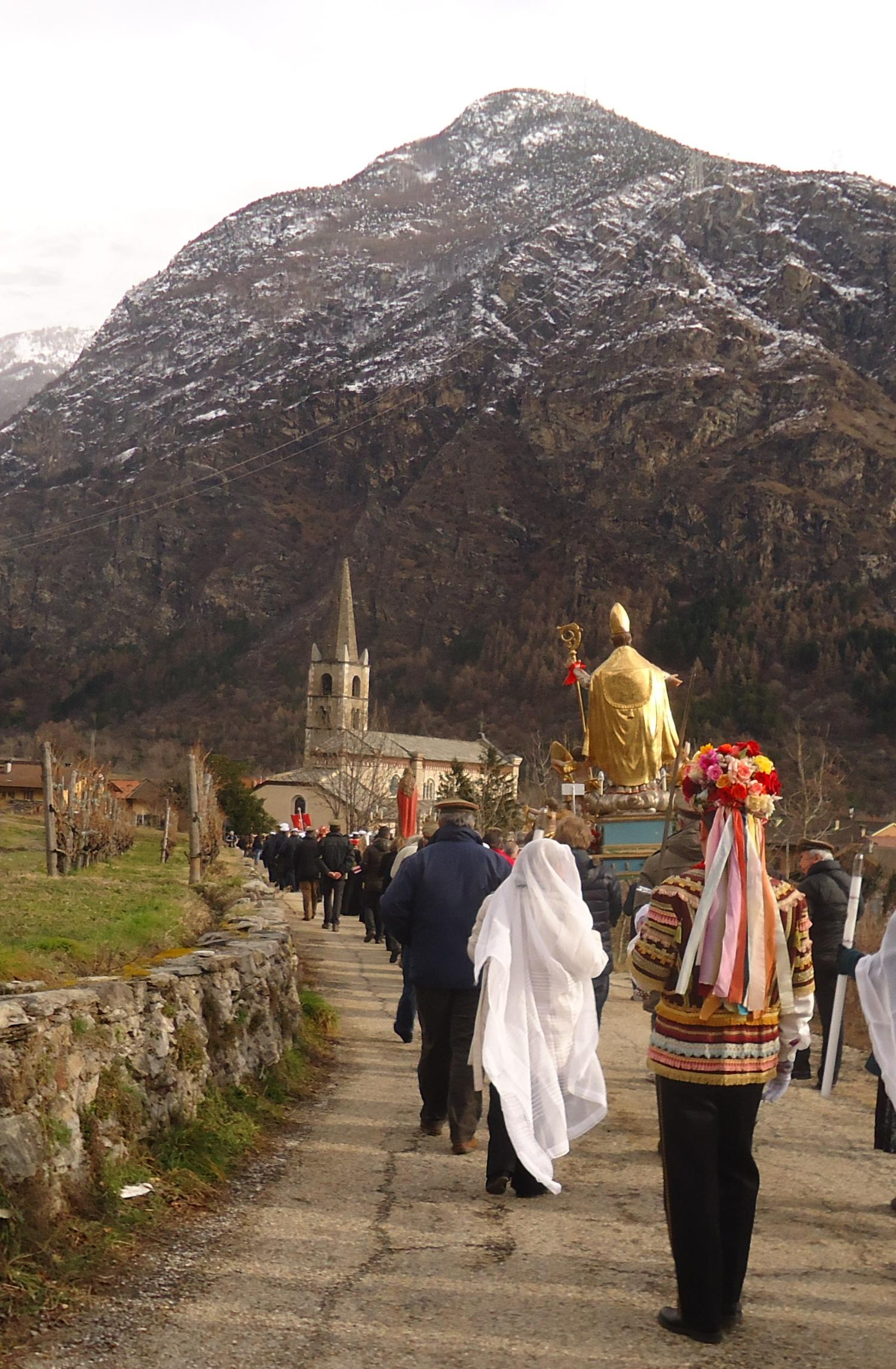
Spadonari
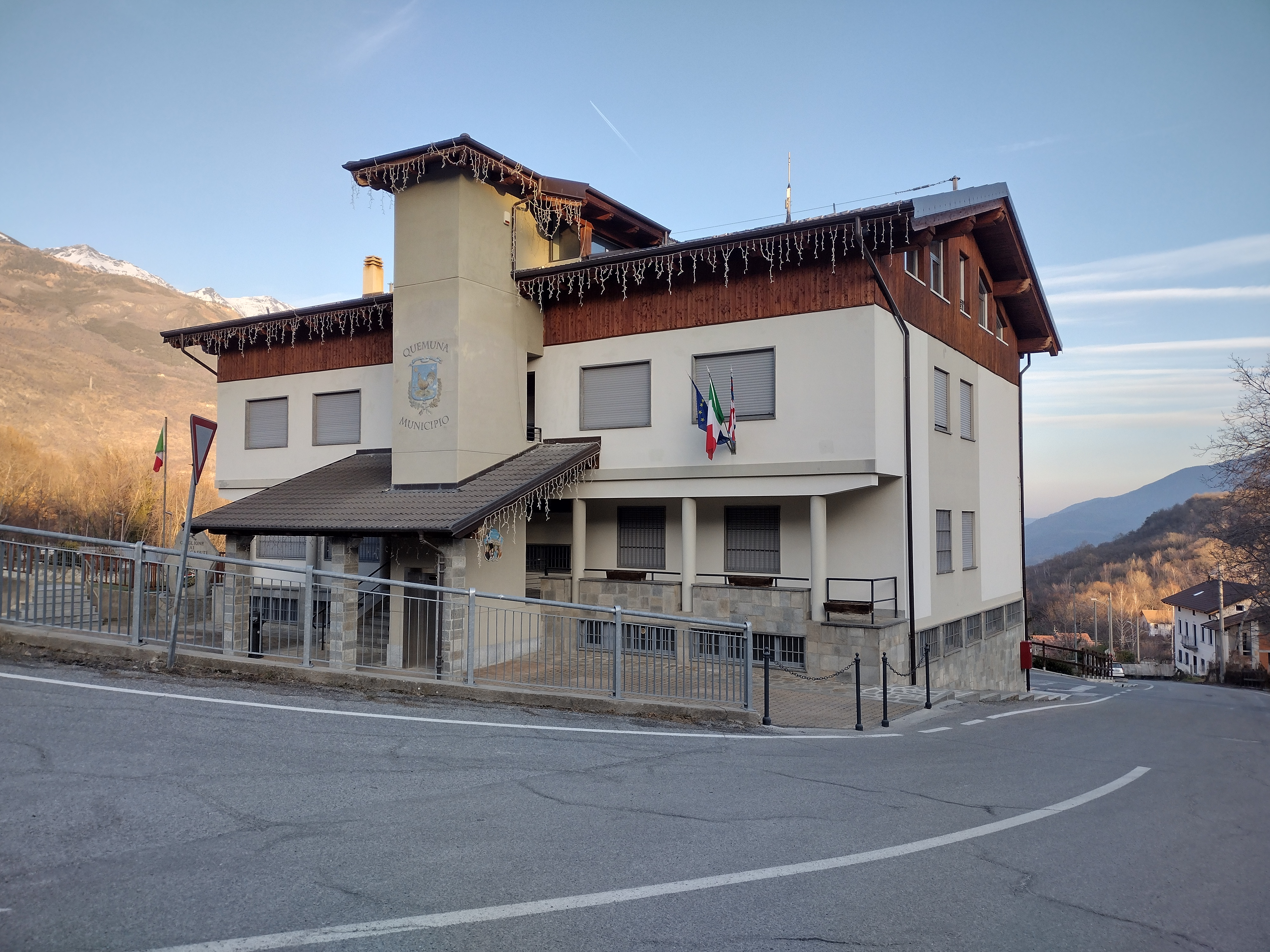
Gemeindehaus
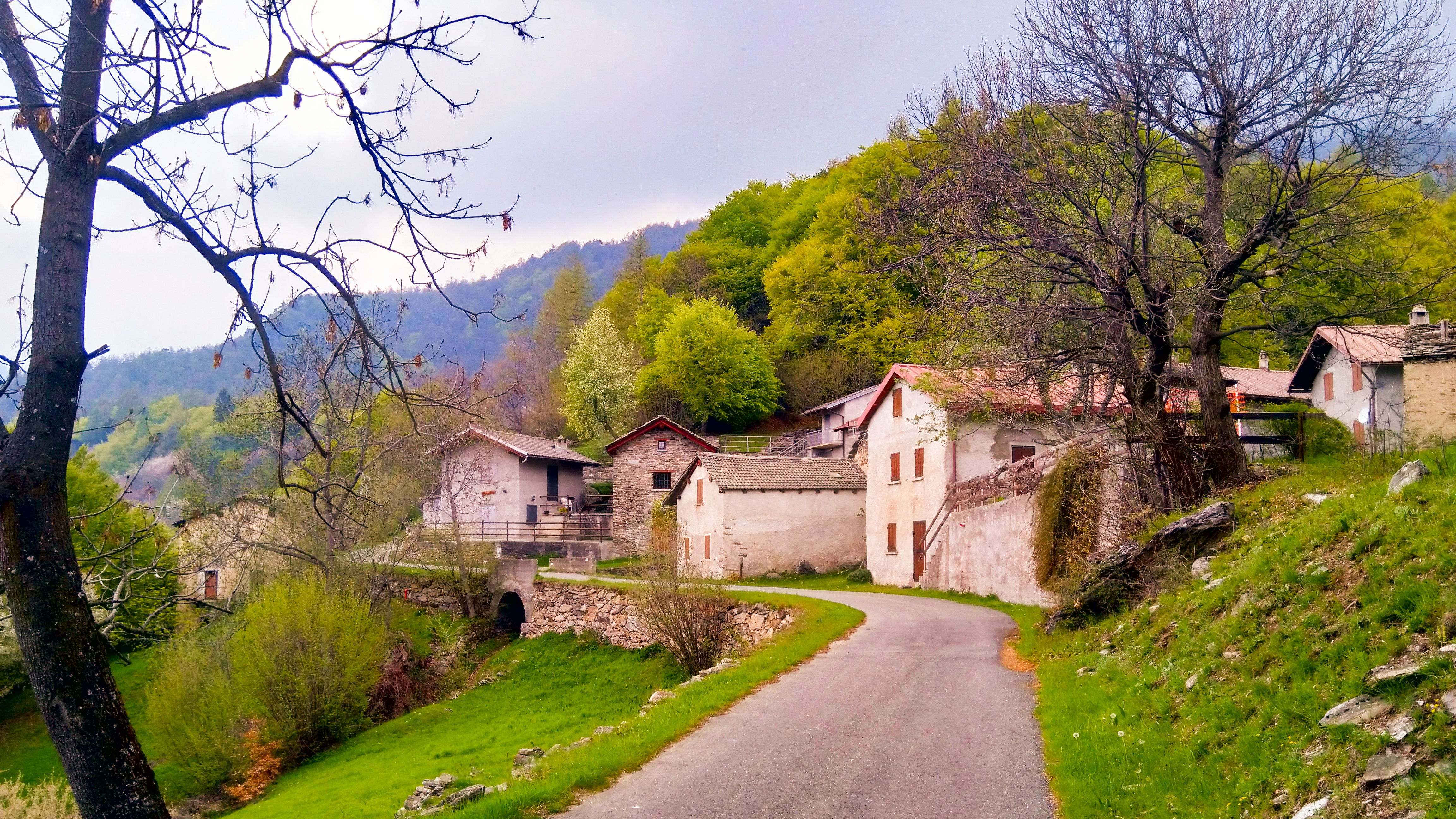
Weiler Santa Chiara

## Gemeindepartnerschaften
- Es besteht eine Partnerschaft mit dem benachbarten Bramans in Frankreich.[3]